# Škocjan (Škocjan, Slovenija)
Škocjan je naselje i središte istoimene općina u jugoistočnoj Sloveniji. Škocjan se nalaze u pokrajini Dolenjskoj i statističkoj regiji Jugoistočna Slovenija.

## Stanovištvo
Prema popisu stanovništva iz 2002. godine Škocjan je imao 233 stanovnika.

## Vanjske poveznice
- Satelitska snimka naselja, plan naselja  Arhivirana inačica izvorne stranice od 29. srpnja 2017. (Wayback Machine)